# Evgeniy Malinin
Evgeniy Malinin (8 settembre 1986) è un calciatore kirghiso, di ruolo centrocampista.